# ビジネスマン
ビジネスマン（英: businessman）は、本来実業家や経営者を指す。職種名に性別を持ち込むことはここ数十年好まれなくなったのでビジネスパーソン（businessperson）と呼ぶことが世界的に一般化している。
英語のbusinesspersonはもともと、実業家や経営者、または商売人やセールスパーソンを意味するが、日本ではより幅広くビジネス関連の仕事に従事する人一般の意味で使われることも多く、企業で雇われて働くオフィスワーカーも含む。
日本でも雇用機会均等法が改訂され、経営者や管理職に女性が増えるにつれ、性差を含まないビジネスパーソンという呼称が使われるようになった。たとえば「キーマン」も「キーパーソン」と改められている（ポリティカル・コレクトネス、ジェンダーイコーリティ）。
なお今どき、女性のビジネスパーソンを“businesswoman”（ビジネスウーマン）と呼ぶ人はいないが、仮にこう呼んでしまうと別の意味、たとえば米語スラングでは街頭の娼婦の意味になってしまう。性別をわざわざ強調してしているので性差別でもある。